# Хелмут Хайсенбютел
Хелмут Хайсенбютел (на немски: Helmut Heißenbüttel) е германски белетрист, есеист и критик, роден в Рюстринген.

## Биография
Хелмут Хайсенбютел израства във Вилхелмсхафен, а през 1932 г. се преселва със семейството си в Папенбург, Долна Саксония. През 1941 г. по време на военното настъпление в Съветския съюз е тежко ранен и лявата му ръка е ампутирана. Хайсенбютел следва в Дрезден, Лайпциг и Хамбург архитектура, германистика и история на изкуството. След кратка дейност като издателски редактор в Хамбург работи от 1959 до 1981 г. като водещ на предаването „Радио-есе“ в Радио Хамбург. От 1981 г. живее като писател на свободна практика в Борсфлет. Става член на литературното обединение „Група 47“, на Немската акедимия за език и литература в Дармщат, на Свободната академия на изкуствата в Хамбург и на Академията на изкуствата в Берлин. След продължително боледуване Хелмут Хайсенбютел умира от пневмония през 1996 г. в Глюкщат край Хамбург.

## Творчество
Хелмут Хайсенбютел прави разлика между измислен и намерен материал. Той се обявява за литература на цитата. За него на преден план вече не са фантазията и създаването на фиктивни равнища на отношения. Поради историческото развитие през XX век разбирането за човешкия субект се е променило основно, смята Хайсенбютел. На индивида е отнета неговата самостоятелност. В човека вече не съществува личностно ядро, което да структурира йерархично комплексния житейски опит. По тази причина субектът се разпада на множество индивидуални ядра, които според Хайсенбютел имат главно езикова същност. В центъра на неговите произведения (както и в обемистото му критическо и есеистично творчество) стои природата на езика. Цитирайки, писателят изследва различните езикови материали.

## Награди и отличия
- 1956: „Награда Лесинг“ на град Хамбург
- 1960: „Награда Хуго Якоби“
- 1962: Förderungspreis des Großen Kunstpreises des Landes Niedersachsen
- 1969: „Награда Георг Бюхнер“
- 1971: Hörspielpreis der Kriegsblinden
- 1979: „Федерален орден за заслуги“
- 1984: Literaturpreis der Stadt Köln
- 1990: Kunstpreis des Landes Schleswig-Holstein
- 1990: „Австрийска държавна награда за европейска литература“
- 1993: „Награда Александер Цин“